# Wyżnia Kotelnicowa Ławka
Wyżnia Kotelnicowa Ławka, Skrajna Kotelnicowa Ławka (słow. Vyšná kotolnicová lávka, Predná kotolnicová lávka, niem. Oberes Kesseljoch, Vorderes Kesseljoch, węg. Felső-Katlanos-csorba) – znajdująca się na wysokości około 1975 m przełęcz w grani głównej Tatr Wysokich, pomiędzy Gładką Kotelnicą (Hladká Kotolnica, 1990 m) i Wielką Kotelnicą (Veľká Kotolnica, 1987 m). Należy do odcinka grani zwanego Liptowskimi Murami. Granią tą biegnie granica polsko-słowacka. W północnym kierunku spod przełęczy opada Usypisty Żleb. Spadające nim odłamki skał tworzą Czarny Piarg nad Czarnym Stawem w Dolinie Pięciu Stawów Polskich. Stoki południowe są skaliste tylko w najwyższej części, niżej są bardziej łagodne, piarżysto-trawiaste i opadają do Doliny Koprowej.
Słowo ławka pierwotnie oznaczało mniej więcej poziomą terenową formację podobną do zachodu lub półki. Później nazwę tę przeniesiono na znajdujące się nad nią przełęcze i przełączki. Na północnych zboczach Niżniej Czarnej Ławki rzeczywiście istnieje podobna do zachodu pozioma formacja skalna.

## Przypisy

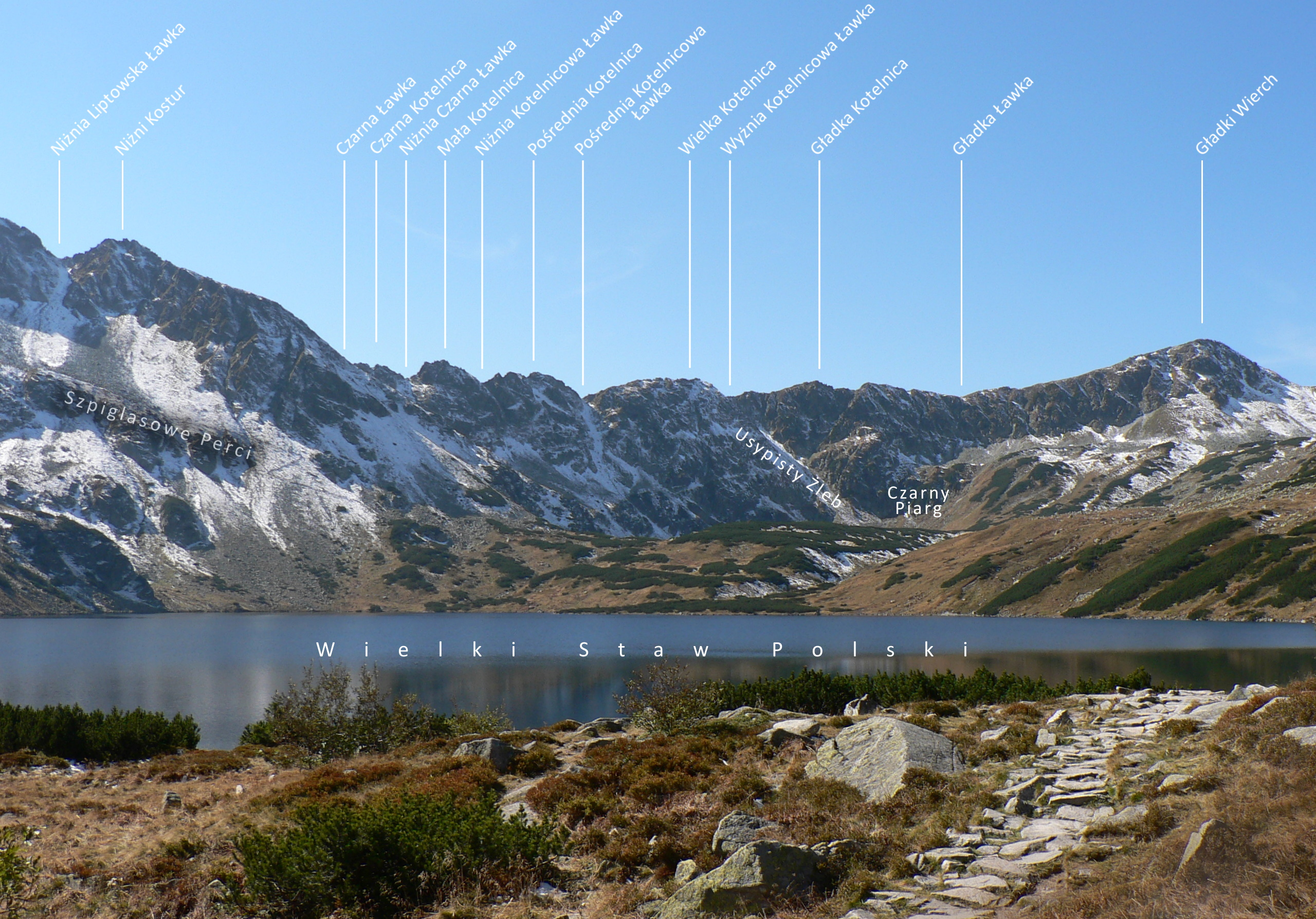
Kotelnica, widok z Doliny Pięciu Stawów Polskich